# Powiat Kiskunhalas
Powiat Kiskunhalas (węg. Kiskunhalasi járás) – jeden z dziesięciu powiatów komitatu Bács-Kiskun na Węgrzech. Siedzibą władz jest miasto Kiskunhalas.

## Miejscowości powiatu Kiskunhalas
- Balotaszállás
- Harkakötöny
- Kelebia
- Kiskunhalas
- Kisszállás
- Kunfehértó
- Pirtó
- Tompa
- Zsana